# Grand Hôtel Vojvodina
 (avril 2022).
Le Grand Hôtel Vojvodina à Zrenjanin (en serbe cyrillique : Зграда Гранд хотела Војводина ; en serbe latin : Zgrada Grand hotela Vojvodina) est situé à Zrenjanin, dans la province de Voïvodine et dans le district du Banat central, en Serbie. Avec l'ensemble du quartier ancien de la ville, il est inscrit sur la liste des entités spatiales historico-culturelles de grande importance de la république de Serbie (identifiant no PKIC 48) et, à ce titre, sur la liste des monuments culturels de grande importance.
Le bâtiment se situe au no 5 Trg slobode (« place de la Liberté »), en plein centre ville.

## Présentation
Le bâtiment a été construit en 1886 sur des plans de l'ingénieur de la ville Ferencz Pelzl, à l'emplacement d'une petite auberge ; il est caractéristique du style néo-Renaissance.
L'hôtel portait alors le nom de « Rózsa », d'après son propriétaire Franji Rózsa puis, en 1921, il a été racheté par Dаvid Kоn qui l'a appelé le « Grand Hotel Vojvodina ». À cette occasion, le bâtiment a été agrandi et modernisé ; les chambres ont été équipées de l'eau chaude et de l'eau froide et le chauffage central a été installé ; la kafana a été rénovée, le sous-sol a été transformé en pub ; une salle de spectacle, adaptée pour le cinéma, a été construite ainsi qu'une salle à manger. La cour, donnant sur la rivière Begej, a été dotée d'une longue salle et d'un parc pour la saison d'été. L'hôtel comptait alors 30 chambres et 40 lits ; il était l'établissement le plus moderne de la ville et de la région de Voïvodine. Il a encore été modernisé en 1968-1969 mais son apparence d'origine est restée intacte ; le bâtiment abrite aujourd'hui une succursale de la Komercijalna banka.
L'édifice, de plan rectangulaire, est constitué d'un rez-de-chaussée, de deux étages et d'un vaste sous-sol. La façade donnant sur la place de la est dotée de deux saillies latérales avec des pilastres aux chapiteaux ioniques qui traversent le premier et le second étage ; ces deux projections se terminent par des frontons triangulaires ; au rez-de-chaussée, se trouvent de grandes portes d'entrée. Entre ces deux saillies, sept grandes fenêtres rythment la façade ; celles du premier étage sont les plus richement ornées, avec des encadrements, des consoles, des frontons et des balustrades. Au second étage, les fenêtres sont encadrées de médaillons en pierre décorés de têtes d'hommes. La corniche du toit, relativement mince, est soutenue par des consoles.